# لوته ورلد تاور
لوته ورلد تاور (انگلیسی: Lotte World Tower) یک آسمان‌خراش مسکونی اداری ۱۲۳ طبقه مستقر در شهر سئول، کره جنوبی و متعلق به شرکت لوته کورپوریشن است که در سال ۲۰۱۶ احداث گردید.